# Viktor Király
Dov Viktor Király, född 29 mars 1984 i New York i USA är en ungersk-amerikansk sångare. Familjen flyttade tillbaks till Ungern 1999.
2008 blev Király den 4:e vinnaren av den ungerska talangshowen Megasztár. Király har deltagit i Ungerns uttagning till Eurovision Song Contest vid två tillfällen. 2012 deltog han tillsammans med hans tvillingbror och syster som gruppen The Királys. De deltog med låten "Untried" men slutade 4:a i finalen. 2014 deltog Király själv i landets uttagning till Eurovision Song Contest 2014 med låten "Running Out Of Time". Han tog sig till tävlingens final, som vanns av András Kállay-Saunders.
Király är son till musikern Tamás Király. Hans syster, Linda Király, är även hon en framgångsrik sångerska.

## Diskografi
Studioalbum
- 2009 – Király Viktor
- 2010 – Solo
- 2014 – 3rd Dimension

Livealbum
- 2009 – Király Viktor: A döntőben elhangzott dalok

Singlar
- 2009 – "Forgószél"
- 2009 – "Ha arra indulsz" / "Have I Told You"
- 2010 – "Solo"
- 2011 – "Crazy"
- 2012 – "Move Faster" (No!End & B-Sensual med Viktor Király & Linda Király)
- 2012 – "Over"
- 2013 – "Fire"
- 2014 – "Running Out of Time"
- 2014 – "Álmodd meg a csodát!"
- 2015 – "Chasing Demons"
- 2015 – "Exhale" / "Légzés"